# Цзян Чжаохэ

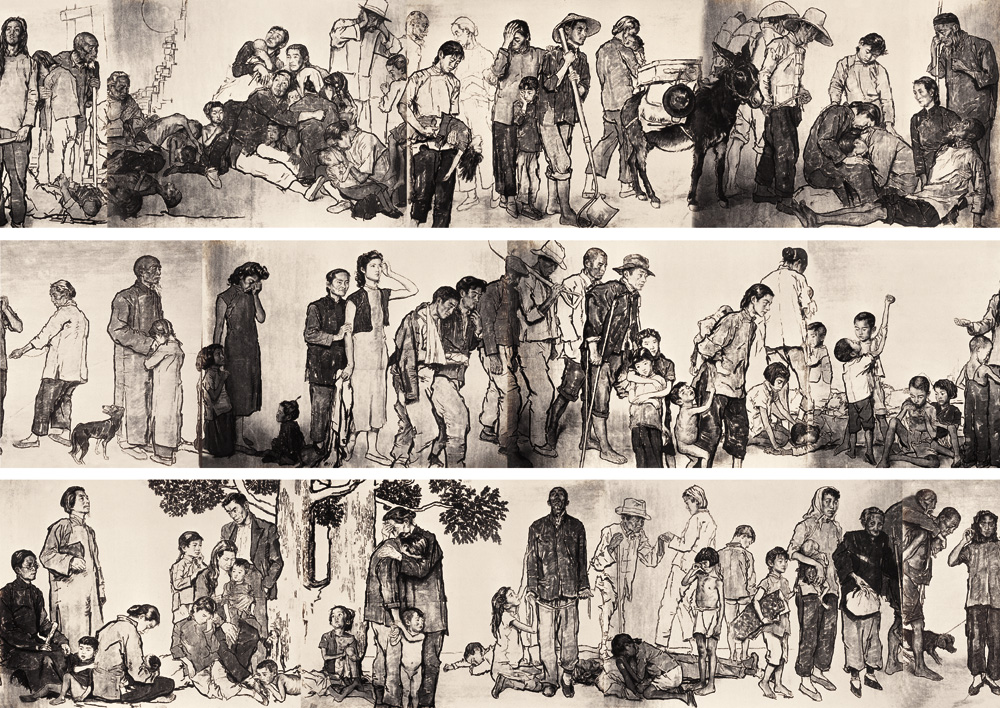
«Беженцы». Цзян Чжаохэ. 1941.

Цзян Чжаохэ (кит. трад. 蔣兆和, упр. 蒋兆和, пиньинь Jiǎng Zhàohé, 1904—1986) — китайский художник.
Сочетал приемы европейского искусства и национальной живописи гохуа.
С 1927 г. преподавал в Национальном центральном университете в Нанкине. С 1937 года преподавал в Пекине.
12-метровая картина «Беженцы», созданная Цзян Чжаохэ в 1941 году, является одной из самых ценных работ, хранящихся в Национальном художественном музее Китая.
В 2007 году картина «Уличные певцы» была продана на аукционе в Гонконге за 449 504 долларов США.